# 飓风查利
飓风查利（英語：Hurricane Charley）是2004年影响或袭击佛罗里达州的四场飓风中的第一场飓风，伴随着弗朗西丝、伊万和珍妮，也是该年有史以来袭击美国的最强飓风之一。2004年大西洋飓风季的第三场被命名的风暴、第二场飓风和第二场大型飓风。查利从8月9日持续到15日，在最高强度时达到150英里/小时（240公里/小时）的风速，使其成为萨菲尔-辛普森飓风风力等级的最强四级飓风。以最大强度登陆佛罗里达州西南部，使其成为自1992年飓风安德鲁袭击佛罗里达以来袭击美国的最强飓风，更是有史以来袭击佛罗里达西南部的最强飓风。
在缓慢穿过加勒比海后，查利于8月13日星期五以三级飓风的形式横越古巴，造成严重破坏和四人死亡。同一天，它越过干龟岛，在热带风暴邦尼袭击佛罗里达州西北部仅22小时后。这是历史上第一次有两个热带气旋在24小时内袭击同一个州。飓风查利以150英里/小时（240 公里/小时）的最高强度袭击了Captiva岛的北端和北 Captiva 岛的南端，然后穿过 Bokeelia，造成严重破坏。查利在登陆蓬塔戈尔达半岛时继续造成严重破坏。它沿着和平河走廊继续向东北偏北方向移动，摧毁了蓬塔戈尔达、夏洛特港、克利夫兰、奥格登堡、诺卡蒂、阿卡迪亚、佐尔福斯普林斯、赛百灵和沃丘拉。Zolfo Springs 被隔离了近两天，因为街道上到处都是大树、电线杆、电线、变压器和碎片。沃丘拉持续阵风达到147英里/小时（237公里/小时）；市中心地区的建筑物塌陷在主街上。最终，风暴穿过奥兰多都会区的中部和东部，风速仍高达106英里/小时（171公里/小时）。奥兰多北部的温特帕克也遭受了相当大的破坏，因为其许多古老的大橡树没有经历过大风。倒下的树木摧毁了电力设施并砸毁了汽车，它们巨大的根部提升了地下水和下水道设施。风暴在代托纳海滩以北的奥蒙德海滩上空离开该州时开始缓慢。8月15日日出后不久，风暴最终被大西洋的一个锋面吸收，靠近马萨诸塞州东南部。
查利最初预计会袭击坦帕更北的地方，由于风暴在接近该州时突然改变了轨道，这让许多佛罗里达人措手不及。在此过程中，查利共造成了10人死亡和169亿美元的受保住宅的损失，使其成为当时美国历史上第二大损失最惨重的飓风。查利是一场紧凑、快速移动的风暴，限制了破坏的范围和严重程度。

## 气象历史
查利最初是一个在8月4日离开非洲西海岸的东风波。它迅速向西移动并在开阔的大西洋上稳定地组织起来，其对流以弯曲带发展。波动在接近小安的列斯群岛时继续发展，并于8月9日在巴巴多斯东南偏南115 英里（185公里）处成为三号热带低压，然而，在格林纳达岛附近，对巴巴多斯的威胁是短暂的。低上层的风切变和明确的外流有助于进一步加强，尽管低气压位于加勒比海东部，该地区并不特别适合发展成热带气旋，但该低压还是在8月10日增强。这时，迈阿密的国家飓风中心将其命名为“查利”。

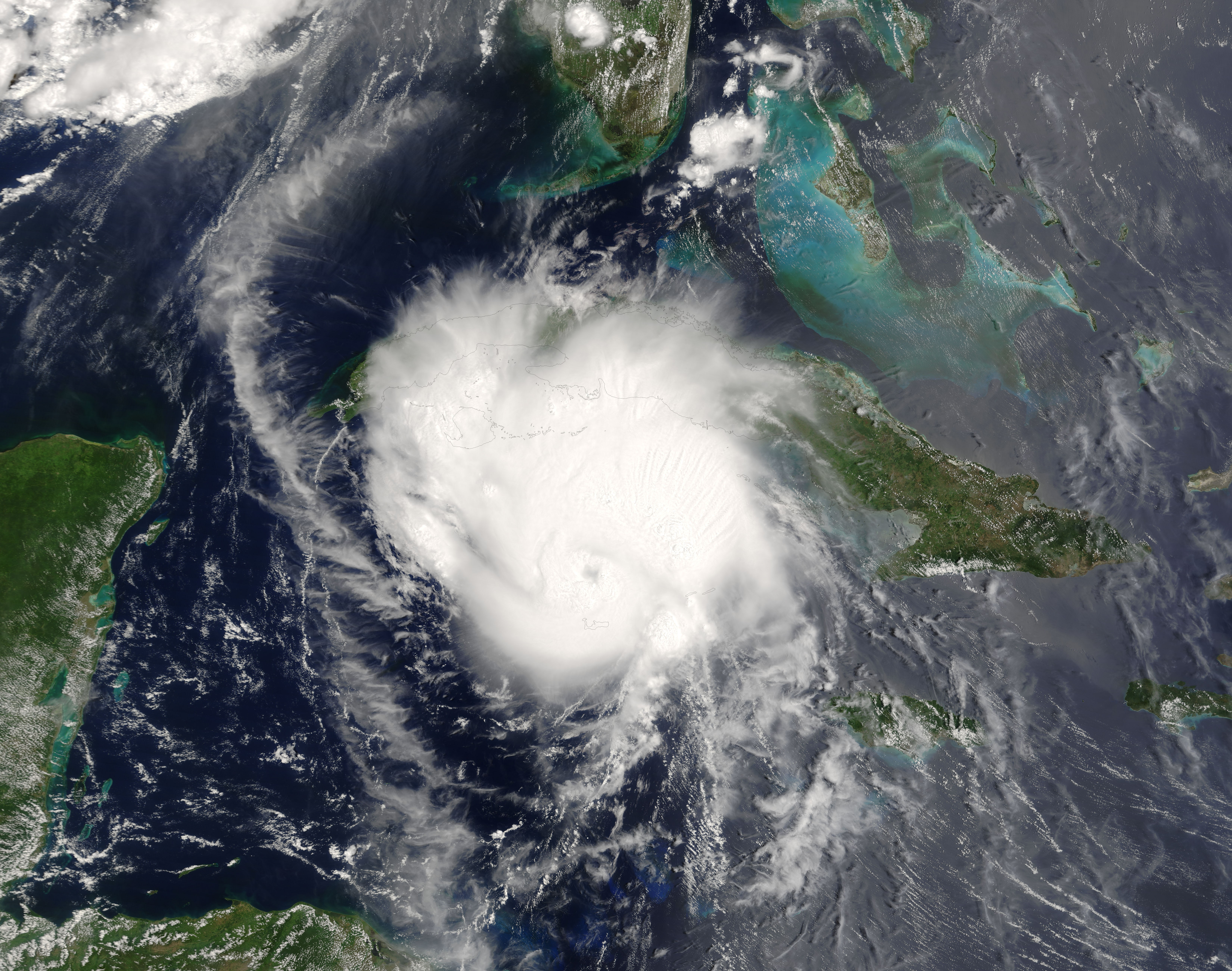
飓风查利于8月12日逼近古巴

系统北部的强大高压脊迫使查利迅速改变航迹向西北偏西方向移。 并在8月11日处于在牙买加金斯敦以南90英里（140公里）处继续增强成为[|萨菲尔-辛普森飓风风力等级|一级飓风]]。风暴正转向高压区外围，因此查利改变了方向向西北方向移动。第二天，核心通过牙买加西南40英里（64工里），于 8月11日至12日影响该岛。该风暴随后从大开曼岛东北方向15英里（24公里）处掠过，在经过该岛后立即达到2级准。该飓风继续增强，并转向西北并绕过亚热带高压脊的西南部分，在登陆古巴南部之前成为大型飓风——一种被归类为萨菲尔-辛普森飓风风力等级或更高级别飓风的风暴。8 月13日大约 0430 UTC，查利在Punta Cayamas附近上岸，最大持续风速为120英里/小时（190公里/小时），阵风高达133英里/小时（214公里/小时）。它穿过岛屿，经过哈瓦那市中心以西约15英里（24公里）处，然后减弱到110英里/小时（180公里/小时）。

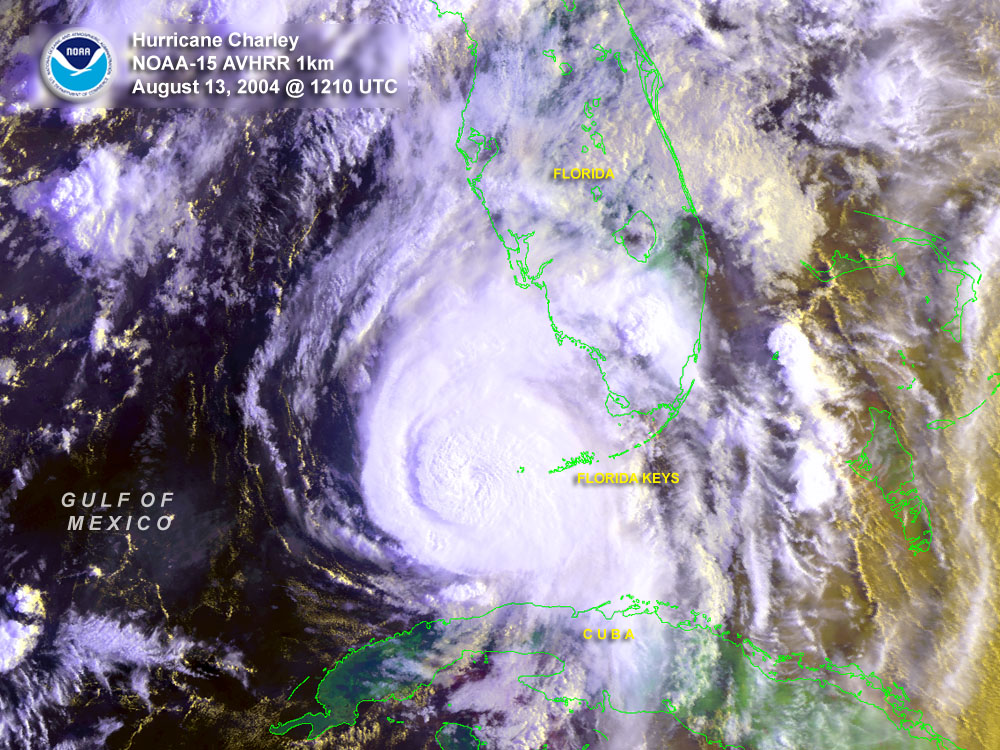
查利在8月13日接近佛罗里达州时迅速增强

飓风查利在穿过Menelao Mora附近的古巴后，加速向东北偏北方向移动，向佛罗里达西南海岸移动，以应对非季节性的对流层中槽的逼近。查利于8月13日 1200 UTC 掠过Dry Tortugas，最大风速约为110英里/小时（175公里/小时）。这场袭击发生在热带风暴邦尼登陆圣文森特岛仅22小时后，使其成为这是两个热带气旋在24小时内首次袭击同一州的记录。然后查利快速增强，从最低气压中心为965毫巴（965 hPa；28.5英寸汞柱）的110英里/小时（175公里/小时）飓风增强为947毫巴压力的145英里/小时（235公里/小时）飓风查利(947 hPa;28.0i nHg) 在短短三个小时内。并于8月13日大约1945UTC 在佛罗里达州卡约科斯塔岛附近以150英里/小时（240公里/小时）的四级飓风登陆，压力为941毫巴（941 hPa；27.8 汞柱）。一小时后，飓风以145英里/小时（235公里/小时）的速度袭击了蓬塔戈尔达，然后路过夏洛特港和夏洛特港口。然而，在登陆前风眼已经缩小并将最强风限制在中心7英里（11公里）范围内。
查利由于经过陆地而大幅减弱，但在UTC 时间8月14日0020至0140之间直接从奥兰多上空经过时，仍保持约85英里/小时（135公里/小时）的持续风速；奥兰多国际机场记录到高达106英里/小时（171公里/小时）的阵风，也在基西米附近经过。飓风作为一级飓风直接穿过新士麦那海滩后重新进入大西洋，但在开阔水域上略有增强。查利继续快速向东北偏北移动，以80英里/小时（130公里/小时）的飓风速度袭击了南卡罗来纳州罗曼角国家野生动物保护区附近，短暂离岸移动，最后以迷你式的飓风强度在北默特尔比奇附近登陆，风速为75英里/小时（120公里/小时）查利随后开始与正在逼近的锋面边界相互作用，成为北卡罗来纳州东南部上空的热带风暴。8月15日，风暴返回弗吉尼亚海滩附近的大西洋后，转变成温带气旋并嵌入锋区。温带风暴继续快速向东北方向移动，并于8月15日日出后不久在马萨诸塞州东南部附近被锋面完全吸收。

## 善后

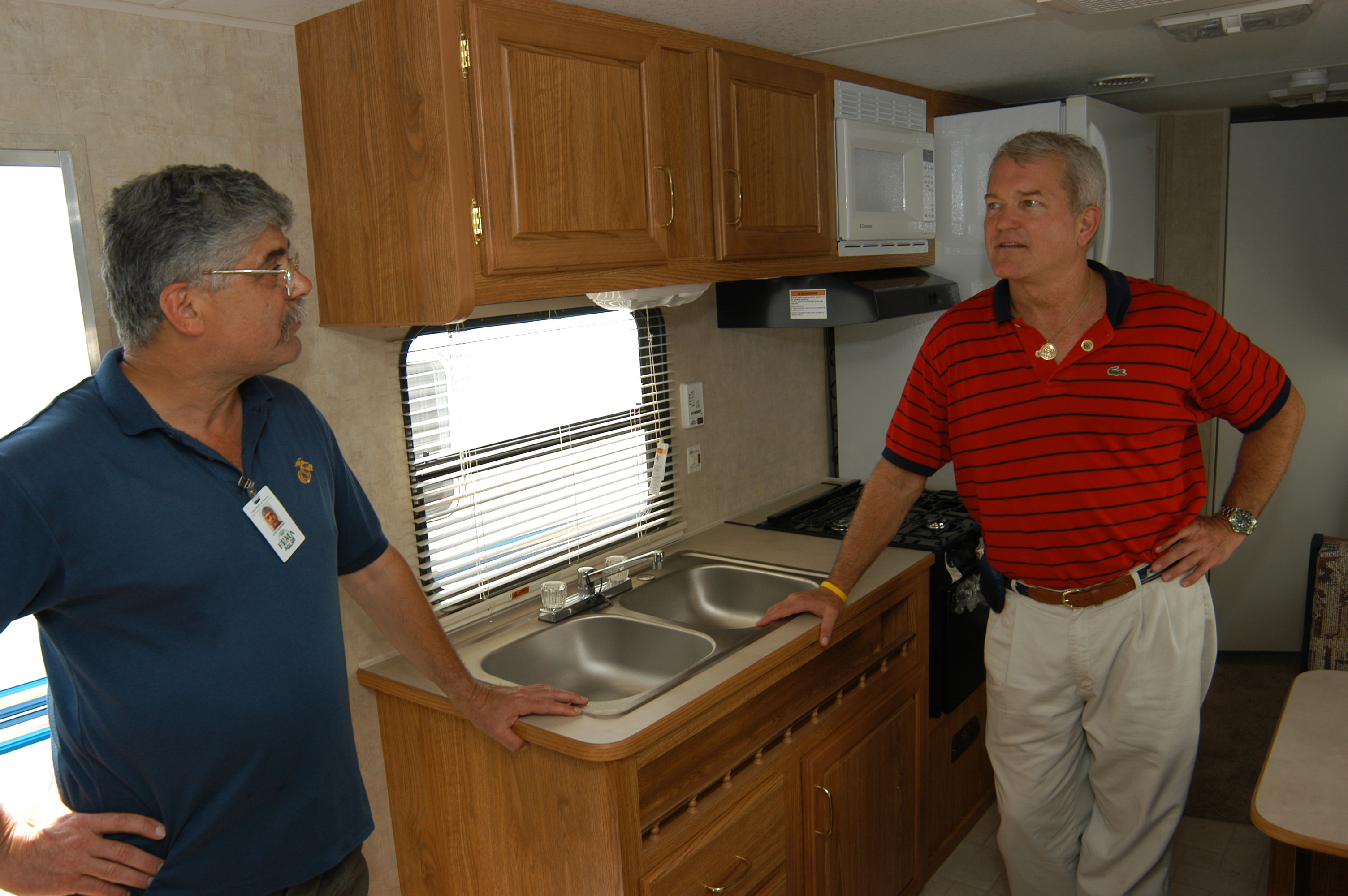
夏洛特港，2004年9月16日。国会议 Mark Foley（右）检查 FEMA 提供的作为临时住所的旅行拖车

乔治·W·布什总统宣布佛罗里达州为联邦灾区。他后来反思了政府对查理的回应：
...联邦政府和州政府的工作是尽快向灾区增加资源。而这正是现在正在发生的事情。我们直升飞机，看到了这个地区的破坏。很多人的生活都被颠倒了。我们有冰和水搬进来，人们的拖车……正在搬进来。国家正在提供安全……该地区有很多同情心，红十字会在这里。
美国卫生与公众服务部部长汤米汤普森向佛罗里达州提供了1100万美元的额外援助和其他援助，其中1000万美元专门用于需要维修或新用品的启蒙设施，另外100万美元提供给阿卡迪亚的德索托纪念医院和基西米的 Osceola 地区医疗中心，将花费20万美元为老年人提供服务。在佛罗里达州，设立了114个餐饮服务机构和8个安慰站。 FEMA 开设了四个灾难恢复中心。

### 永久除名
由于这场飓风美国的影响非常严重，世界气象组织于2005年春季从热带气旋名称替换名单中将查利给除名。因此，该名称将不再大西洋飓风上使用。这个名字在2010年大西洋飓风季被热带风暴科林替代，